# 400 mètres haies masculin aux championnats du monde d'athlétisme 2005
Navigation
Paris 2003 Osaka 2007
L'épreuve du 400 mètres haies masculin des championnats du monde d'athlétisme 2005 s'est déroulée du 6 au 9 août 2005 dans le Stade olympique d'Helsinki, en Finlande. Elle est remportée par l'Américain Bershawn Jackson .

## Résultats

### Finale
| Rang               | Athlète          | Pays                   | Temps   | Notes |
| ------------------ | ---------------- | ---------------------- | ------- | ----- |
| Médaille d'or      | Bershawn Jackson | États-Unis             | 47 s 30 | PB    |
| Médaille d'argent  | James Carter     | États-Unis             | 47 s 43 | PB    |
| Médaille de bronze | Dai Tamesue      | Japon                  | 48 s 10 | NR    |
| 4                  | Kerron Clement   | États-Unis             | 48 s 18 | PB    |
| 5                  | Naman Keïta      | France                 | 48 s 28 |       |
| 6                  | L.J. van Zyl     | Afrique du Sud         | 48 s 54 |       |
| 7                  | Bayano Kamani    | Panama                 | 50 s 18 |       |
| —                  | Félix Sánchez    | République dominicaine | DNF     |       |

## Légende
Records et Performances
- AR : Record continental (area record)
- CR : Record des championnats (championship record)
- MR : Record du meeting (meet record)
- NR : Record national (national record)
- OR : Record olympique (olympic record)
- PR : Record paralympique (paralympic record)
- PB : Record personnel (personal best)
- SB : Meilleure performance personnelle de la saison (season's best)
- WL : Meilleure performance mondiale de l'année (world leader)
- WJR : Record du monde junior (world junior record)
- WR : Record du monde (world record)

Circonstances et Conditions
- DNF : N'a pas terminé (did not finish)
- DNS : N'a pas pris le départ (did not start)
- DQ : Disqualification (disqualification)
- NM : Aucun essai valable enregistré (No Mark)
- Q : Qualifié « directement » au prochain tour (ou à la prochaine compétition), lors d'une compétition majeure, grâce au classement ou à la réalisation des minima (automatic qualifier)
- q : Qualifié au prochain tour (ou à la prochaine compétition), lors d'une compétition majeure, grâce au repêchage ou à la réalisation de l'une des meilleures performances parmi celles des « non qualifiés directement » (grâce au meilleur temps ou à la meilleure distance par exemple) (secondary qualifier)